# Göte Wilhelm Turesson
Göte Wilhelm Turesson  (Malmö, 6 de abril de 1892 — 30 de dezembro de 1970) foi um botânico sueco.